# I soldatini del Re di Roma
I soldatini del Re di Roma è un film italiano del 1915 diretto da Eleuterio Rodolfi che uscì in Spagna già nel 1914 col titolo Los soldaditos del Rey de Roma.